# Samuel Inglefield
Samuel Hood Inglefield CB (1783-1848) foi um oficial da Marinha Real Britânica que passou a ser comandante-em-Chefe, Índias Orientais e China Station.